# Distretto elettorale di Onayena
Il distretto elettorale di Onayena è un distretto elettorale della Namibia situato nella Regione di Oshikoto con 15.392 abitanti al censimento del 2011. Il capoluogo è la città di Onayena.

## Località
Nel distretto sono presenti le seguenti località:
Onayena, Oniiwe, Ompugulu, Oniimwandi, Omandongo, Uuyoka, Onambeke, Uukete, Ethindi, Enkolo, Iikokola, Oniihwa, Okakwiyu, Omadhiya, Okambogo, Okakololo, Iihongo.